# ネッド・ドヒニー
ネッド・ドヒニー（Ned Doheny、1948年3月26日 - ）はアメリカ合衆国のミュージシャン。シンガーソングライター。音楽性はアダルト・コンテンポラリー（日本でいうところのAOR）やブルー・アイド・ソウルに位置付けられる。
本国での知名度は低いものの、日本では非常に人気が高い（ビッグ・イン・ジャパン）。特に、代表曲「恋は幻（Get It Up For Love）」は、日本のバンド東京事変にもカバーされている。チャカ・カーンに「恋のハプニング（What Cha' Gonna Do for Me）」を提供したことでも知られる。後に自身のアルバム「ライフ・アフター・ロマンス」でもセルフカバーしている。

## 概要
1948年、アメリカ合衆国のカリフォルニア州で誕生。少年時代から青年時代にかけて、サーフィンミュージックに夢中でギターを手にする。
1970年代前半から活動をし、ママス＆パパスのキャス・エリオットや、トラフィックのデイヴ・メイソンなどに楽曲を提供していた。
1973年にデビューアルバム「ネッド・ドヒニー」を発表する。1976年に彼のキャリアにおいても有名な「ハード・キャンディ」を発表。その中でも、アルバム１曲目の「恋は幻（Get It Up For Love）」は有名である。2014年にはボーナストラック付きで再発されている。
1990年4月から1993年9月まで、FM横浜で「ポストカーズ・フロム・ハリウッド」というラジオ番組のDJを務めた。
来日公演も果たしており、「ハード・キャンディ」の再現ライブも行っている。

## ディスコグラフィ
- 1973年 - 『ネッド・ドヒニー・ファースト』 - Ned Doheny
- 1976年 - 『ハード・キャンディ』 - Hard Candy
- 1979年 - 『プローン』 - Prone
- 1988年 - 『ライフ・アフター・ロマンス』 - Life After Romance
- 1991年 - 『ラヴ・ライク・アワーズ』 - Love Like Ours
- 1991年 - 『ポストカーズ・フロム・ハリウッド』 - Postcards From Hollywood
- 1993年 - 『トゥー・ワールズ』 - Between Two Worlds
- 2010年 - 『ザ・ダークネス・ビヨンド・ザ・ファイア』 - The Darkness Beyond The Fire